# معالج رياضي
المعالج الرياضي أو أخصائي الإصابات والتأهيل هو الفرد المؤهل في مجال العلاج البدني والتأهيل الرياضي، والذي يعمل على تقديم الرعاية صحية والعلاج للرياضيين والأفراد الذين يعانون من الإصابات الرياضية، ويعتبر متخصص العلاج الرياضي شريكاً أساسياً في رعاية الصحة الرياضية، حيث يساعد في تخفيف الألم وتسريع التعافي من الإصابات، بالإضافة إلى تقديم النصائح والإرشادات لتجنب الإصابات في المستقبل.

## تاريخ العلاج الرياضي
إن تاريخ العلاج الرياضي هو قصة مقنعة تتتبع تطور رعاية الرياضيين، من الحضارات القديمة إلى العصر الحديث لتقنيات إعادة التأهيل المتخصصة، يمكن إرجاع العلاج الرياضي إلى الحضارات القديمة مثل مصر واليونان وروما والصين، فقد استُخدمت الأشكال المبكرة من التدليك والعلاجات العشبية والتمارين البدنية لعلاج إصابات الرياضيين وتحسين الأداء، وضعت هذه الممارسات المبكرة الأساس لتطوير العلاج الرياضي كنظام متميز.

## تطور مجال العلاج الرياضي
شهدت أواخر القرن التاسع عشر وأوائل القرن العشرين خطوات كبيرة في العلاج الرياضي، بالتزامن مع ظهور الرياضات المنظمة وألعاب القوى التنافسية. قدمت شخصيات رائدة عديدة مساهمات كبيرة في هذا المجال، ودعوا إلى برامج التمارين المنظمة وأساليب إعادة التأهيل المبتكرة، وشهد القرن العشرين فترة من النمو السريع والتخصص في العلاج الرياضي. وقد وفر إنشاء جمعيات الطب الرياضي، مثل الكلية الأمريكية للطب الرياضي (ACSM) والاتحاد الدولي للطب الرياضي (FIMS)، منصة للتعاون والبحث، أحدثت الاختراقات في التكنولوجيا الطبية، بما في ذلك التصوير بالأشعة السينية والموجات فوق الصوتية والتصوير بالرنين المغناطيسي، ثورة في استراتيجيات التشخيص والعلاج للإصابات المرتبطة بالرياضة.

## الدراسة الأكاديمية والتخصص
تمثل علوم الصحة الرياضية والطب الرياضي مجالًا متخصصًا يهتم بفهم الآثار الصحية لممارسة الرياضة والنشاط البدني، وتقديم الرعاية الطبية والعلاج للرياضيين والأشخاص الذين يمارسون النشاط البدني بانتظام. يتطلب هذا المجال الخبرة الطبية والعلمية في علوم الحركة البشرية، والتغذية، والتأهيل البدني، وفسيولوجيا الرياضة، وعلم المنشطات الرياضية، بالإضافة إلى فهم عميق للإصابات الرياضية وكيفية علاجها ومنعها.

### التعليم الأكاديمي والتخصص
توفر الجامعات والمؤسسات التعليمية في جميع أنحاء العالم برامج دراسية متخصصة في علوم الصحة الرياضية والطب الرياضي على مستويات مختلفة سواء كانت في كليات التربية البدنية وعلوم الرياضة أو كليات علوم التأهيل والصحة الرياضية أو الطب، بما في ذلك البكالوريوس، والماجستير، والدكتوراهتشمل هذه البرامج دراسة المواضيع التي تشمل على سبيل المثال لا الحصر: علم الحركة البشرية، وفسيولوجيا الرياضة، والإصابات الرياضية، وتقديم الرعاية الصحية للرياضيين، والبحث العلمي في المجال.

### الدراسات العليا
يمثل الحصول على شهادة دراسات عليا في علوم الصحة الرياضية والطب الرياضي فرصة للطلاب المتفوقين لتعميق فهمهم وتطوير مهاراتهم في هذا المجال المتخصص. توفر الدراسات العليا الفرصة لإجراء بحوث متقدمة في مجالات مثل التغذية الرياضية، والفيزيولوجيا التطبيقية، وعلم التأهيل الرياضي، مما يسهم في التقدم العلمي والابتكار في مجال الصحة واللياقة البدنية.